# Šumerlinskij rajon
Lo Šumerlinskij rajon (in russo Шумерлинский район?; in lingua ciuvascia: Çĕмĕрле районĕ) è un rajon della Repubblica Ciuvascia, nella Russia europea; il capoluogo è la città di Šumerlja. Istituito il 9 gennaio 1935, ricopre una superficie di 1047,37 chilometri quadrati e ospita una popolazione di 7 870 abitanti. Il rajon è suddiviso in 11 insediamenti rurali; Il centro amministrativo di Šumerlja non fa parte del distretto. Il fiume principale del territorio è la Sura.